# 東横町 (北秋田市)
東横町（ひがしよこまち）は、秋田県北秋田市鷹巣地域にある地名。郵便番号は018-3316。住居表示実施済み。

## 地理
鷹巣市街地の南に位置し、北部が北秋田市中心市街地に指定されている。東に教会やこども園などがあり、西端を都市計画道路「駅前陣場岱線」が、北端を「農林高校中岱線」が通り、商業施設がある。
北は花園町、東は宮前町、南は宮前町と鷹巣字愛宕下、西は米代町に隣接する。

## 歴史

### 沿革
- 1981年（昭和56年）10月1日 - 住居表示実施[1]に伴い、鷹巣字東鷹巣の中央南部、東屋敷の中央部の区域[6]をもって東横町が設置される。

## 世帯数と人口
2020年（令和2年）10月1日現在の世帯数と人口は以下の通りである。
| 町丁   | 世帯数  | 人口  | 人口  | 人口  |
| 町丁   | 世帯数  | 男    | 女    | 計    |
| ------ | ------- | ----- | ----- | ----- |
| 東横町 | 121世帯 | 131人 | 174人 | 305人 |

### 世帯数と人口の変遷
国勢調査による世帯数と人口の推移。
| 1995年（平成07年） | 165世帯 |  |  | 457人 |  |  |
| 2000年（平成12年） | 161世帯 |  |  | 438人 |  |  |
| 2005年（平成17年） | 155世帯 |  |  | 395人 |  |  |
| 2010年（平成22年） | 133世帯 |  |  | 314人 |  |  |
| 2015年（平成27年） | 127世帯 |  |  | 291人 |  |  |
| 2020年（令和02年） | 121世帯 |  |  | 305人 |  |  |

## 小・中学校の学区
市立小・中学校に通う場合、学区は以下の通りとなる。
| 街区 | 小学校               | 中学校               |
| ---- | -------------------- | -------------------- |
| 全域 | 北秋田市立鷹巣小学校 | 北秋田市立鷹巣中学校 |

## 交通

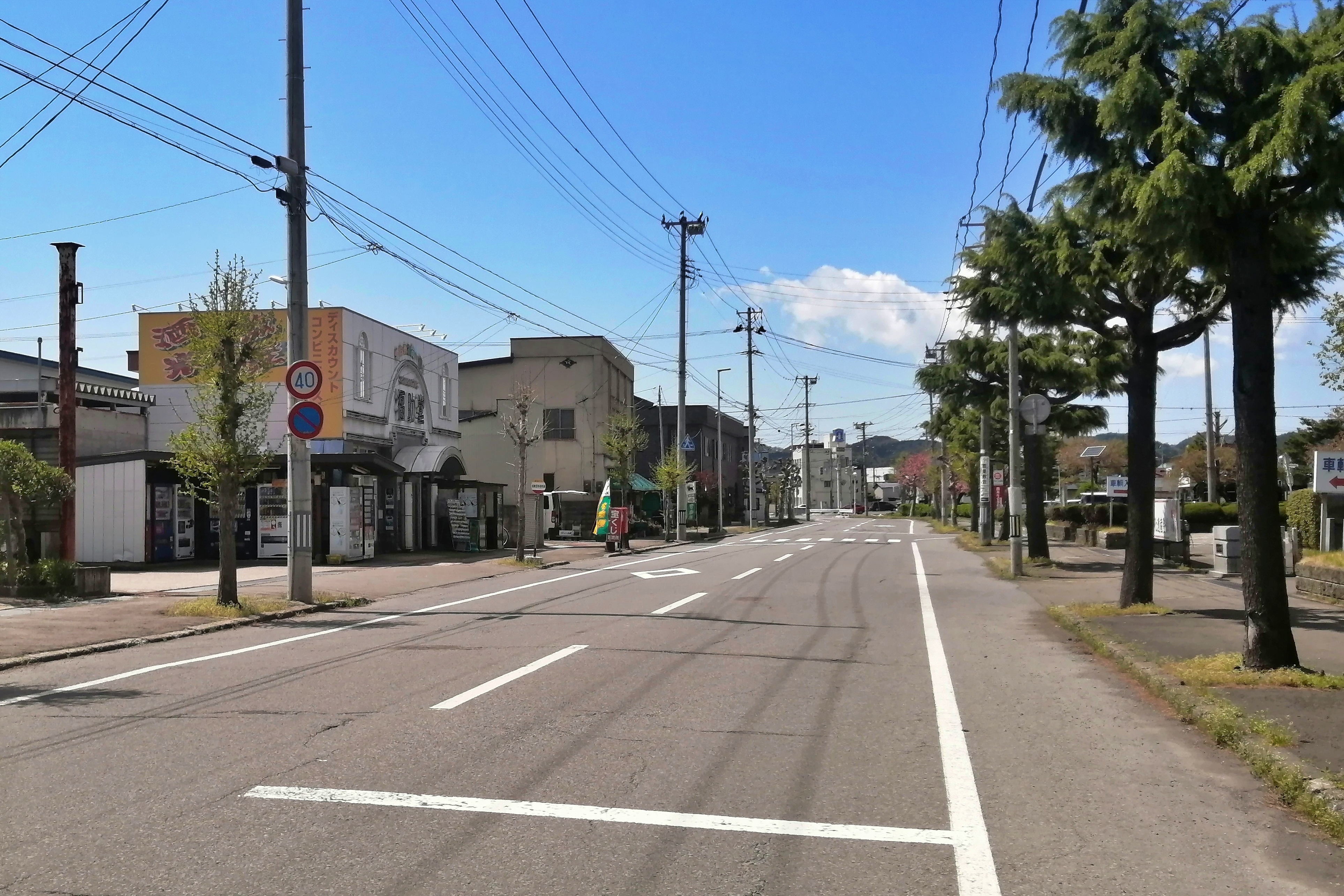
北端の農林高校中岱線

### 鉄道
最寄り駅は松葉町にあるJR東日本奥羽本線・鷹ノ巣駅と隣接する秋田内陸縦貫鉄道秋田内陸線・鷹巣駅である。

### バス
地域内を市街地循環バスが通過する。
- バス停
  - 北秋田市役所前
  - 東横町

### 道路
- 都市計画道路
  - 駅前陣場岱線（幅員18m）
  - 農林高校中岱線（幅員18m）

## 施設

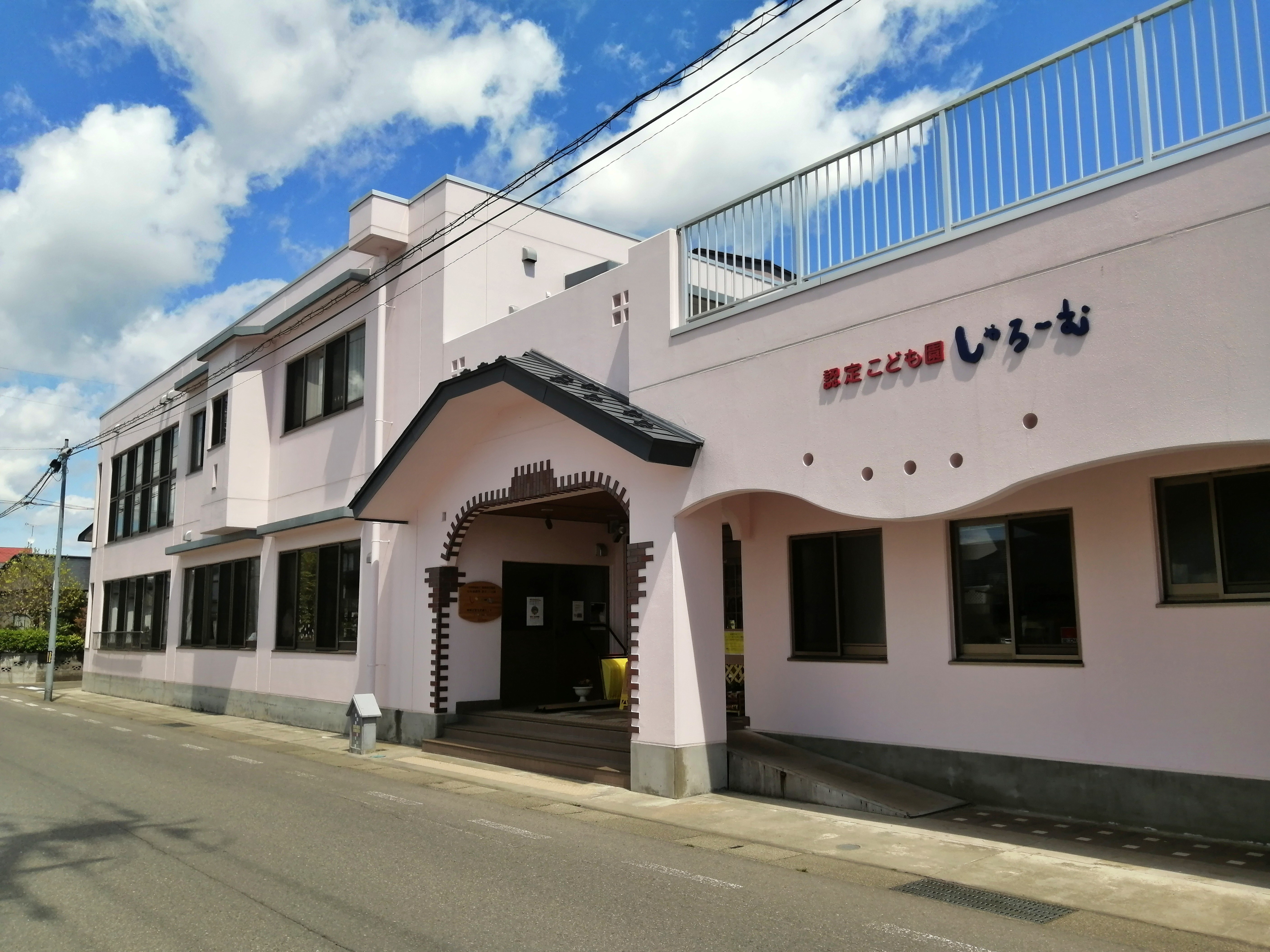
認定こども園 しゃろーむ

- 森川歯科医院
- 日本基督教団 鷹巣教会
- 冨士大石寺顕正会 鷹巣会館
- 幼保連携型認定こども園 しゃろーむ

かつて存在した施設
- 藤の湯（銭湯）
- 北萬醤油工場（鷹巣教会周辺）
- 学校法人 鷹巣女子学院